# De Artsen
De Artsen was een alternatieve rockband uit Arnhem, voorloper van Bettie Serveert. Zanger Joost Visser zou later ook nog enkele solo-albums maken.

## Geschiedenis
De Artsen wordt in 1981 opgericht op de kunstacademie in Arnhem. Na een reputatie te hebben bewerkstelligd als solide podiumact in kleine zalen, wordt in 1989 een album in eigen beheer uitgebracht met de titel Conny Waves With A Shell. Dit album trekt de aandacht van de Nederlandse pers en wordt goed ontvangen. Regelmatige optredens en een trouwe schare fans zijn het gevolg. Er worden tours gespeeld in Nederland, België, Duitsland en Frankrijk.
27 december 1989 besluit zanger Joost Visser, ondanks een mogelijke tour door Duitsland en de aankondiging van een nieuwe plaat, halsoverkop de band te verlaten. In 1990 verschijnt dan nog Out of sack, een rommelig verzamelalbum met studio-outtakes. Hierna besluiten de overige bandleden dat het geen zin heeft om de band voort te zetten zonder Joost Visser, de belangrijkste songschrijver van de band.
Gitarist Peter Visser en bassist Herman Bunskoeke besluiten een nieuw project te starten met geluidsmixer Carol van Dijk en roadie Berend Dubbe. Dit project wordt uiteindelijk het zeer succesvolle Bettie Serveert. Joost Visser start een onsuccesvolle solocarrière, welke niet verder zal reiken dan één enkel album 'Partners in hair'.

## Bezetting
- Joost Visser - zang en gitaar
- Peter Visser - gitaar
- Herman Bunskoeke - basgitaar
- Reinier Veldman - drums

## Discografie

### Albums
| Album met eventuele hitnotering(en) in de Nederlandse Album Top 100 | Datum van verschijnen | Datum van binnenkomst | Hoogste positie | Aantal weken | Opmerkingen             |
| ------------------------------------------------------------------- | --------------------- | --------------------- | --------------- | ------------ | ----------------------- |
| Conny waves with a shell                                            | 1989                  |                       |                 |              | LP in eigen beheer      |
| Out of sack                                                         | 1990                  |                       |                 |              |                         |
| Beauty in the Underworld                                            | 1990                  |                       |                 |              | Compilatie Vera records |
| Conny waves with a shell                                            | 1993                  |                       |                 |              | officiële CD uitgave    |